# 프리드리히 폰 데어 데켄
요한 프리드리히 폰 데어 데켄(Johann Friedrich von der Decken, 1769년 5월 25일 ~ 1840년 5월 22일)은 하노버 육군과 영국 육군에서 복무하며 대프랑스 동맹에 참전했던 독일의 장교이자 외교관이다.

## 생애
폰 데어 데켄 가문은 니더작센주의 오랜 귀족 가문으로, 브라운슈바이크뤼네부르크 선제후국 군대에 여러 장교를 배출했다. 1784년에 요한 프리드리히는 하노버 육군에 입대하여 1793년부터 1795년까지 프랑스 혁명 전쟁에 참전했다. 그는 친구인 프로이센 군사 개혁가 게르하르트 폰 샤른호르스트와 함께 오랫동안 군사 저널을 발행했다. 1803년 나폴레옹이 하노버를 점령하자 그는 외교관으로 영국으로 떠났다. 1803년 7월 28일, 그는 콜린 홀켓 경과 함께 망명한 하노버 병사들을 모집하여 제3차 대프랑스 동맹과 이후의 나폴레옹 전쟁에서 영국을 위해 싸우게 했고, 그의 모집병들은 왕립 독일 용병대를 형성했으며, 그는 1805년부터 1807년까지 이 부대에서 싸웠다.
1808년 그는 반도 전쟁 동안 외교관 겸 군사 고문으로 스페인과 포르투갈에 파견되어 프랑스에 대항할 병력을 모집했고, 이후 영국으로 돌아와 1815년에 제7차 대프랑스 동맹 동안 프랑스에 대항할 또 다른 하노버 연대를 조직했다. 전쟁 후 그는 네덜란드와 프로이센의 군사 훈장을 거절했다. 1817년 그는 링겔하임에 있는 옛 베네딕트 수도원을 구입하여 자신의 시골집인 링겔하임 성과 공원으로 개조했으며, 1833년부터 그곳에서 은퇴 생활을 보냈다. 1833년은 그가 백작(독일 백작)이 된 해이다. 이는 장자 상속 작위이며, 복원된 하노버 왕국의 국왕으로서 윌리엄 4세가 수여했다. 1835년에는 니더작센 역사학회의 회장도 역임했다.

## Bibliography
- Richard W Fox: Conservative accommodation to revolution : Friedrich von der Decken and the Hanoverian military reform, 1789-1820 : an inquiry into the role of the military in state and society  – Thesis (PhD)  – Yale University, 1972
- (독일어) Karl Ernst Hermann Krause: Decken, Johann Friedrich, Graf in the Allgemeine Deutsche Biographie (ADB). Vol 5, Duncker & Humblot, Leipzig 1877, p. 2.